# Cochlearia glastifolia
Cochlearia glastifolia är en korsblommig växtart som beskrevs av Carl von Linné. Cochlearia glastifolia ingår i släktet skörbjuggsörter, och familjen korsblommiga växter. Inga underarter finns listade i Catalogue of Life.